# Pułk Grenadierów Gwardii

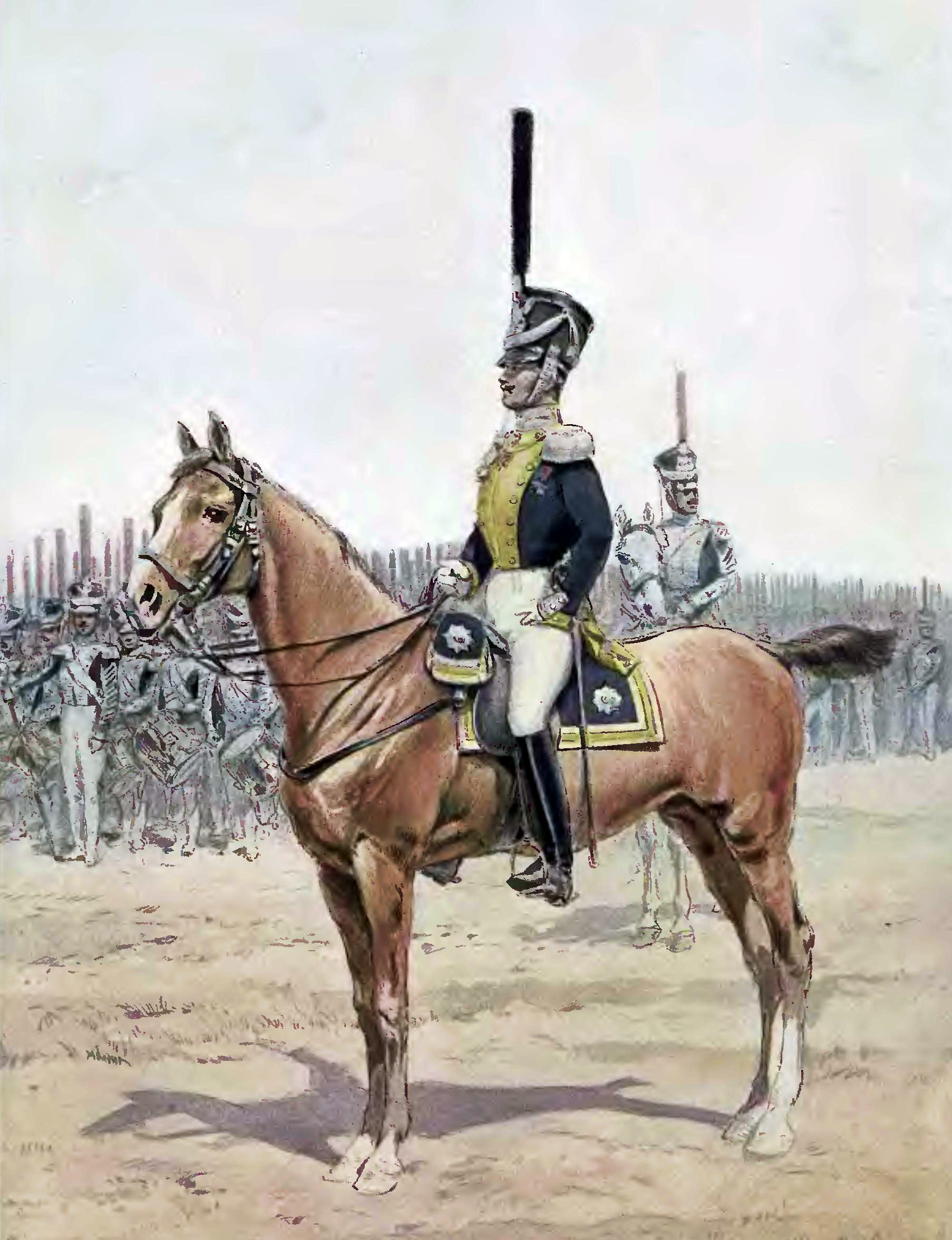
Oficer wyższy grenadierów gwardii 1815-1826

Pułk Grenadierów Gwardii – pułk piechoty Wojska Polskiego Królestwa Kongresowego.

## Formowanie i zmiany organizacyjne
Pułk sformowany 20 czerwca 1815 z batalionu wzorowego. Posiadał organizację odmienną od innych pułków piechoty polskiej. Składał się ze sztabu i dwóch batalionów po osiem kompanii. Kompanie liczyły po 4 oficerów, 10 podoficerów i 128 szeregowych. Cały pułk, obok generała-dowódcy, liczył etatowo 6 oficerów starszych, 72 młodszych, 162 podoficerów, 103 muzykantów i 1984 szeregowych. Poza tym 66 oficerów oraz 83 podoficerów i szeregowych niefrontowych. Łącznie liczył 2417 ludzi i  wchodził w skład  trzybrygadowej dywizji piechoty rosyjskiego Rezerwowego Korpusu Gwardii.
Od 29 listopada 1831 zwany pułkiem grenadierów byłej Gwardii, a później pułkiem grenadierów

## Dyslokacja pułku
Stanowisko: Warszawa. Koszary Aleksandryjskie

## Żołnierze pułku
Pułkiem dowodzili:
- gen. Franciszek Żymirski
- gen Henryk Milberg
- ppłk Jerzy Niewęgłowski
- płk Feliks Breański

## Walki pułku
Pułk brał udział w walkach w czasie powstania listopadowego
Bitwy i potyczki:
- Warszawa (12 lutego 1831)
- Stanisławów
- Wawer (19 lutego i 31 marca 1831)
- Grochów (25 lutego 1831)
- Mińsk
- Iganie
- Sucha
- Jędrzejów
- Budziska
- Okęcin
- Warszawa (6 i 7 września 1831)

W 1831 roku, w czasie wojny z Rosją, żołnierze pułku otrzymali 1 kawalerski, 49 złotych i 84 srebrne krzyże Orderu Virtuti Militari.